# Тайпак (Акмолинская область)
Тайпак (каз. Тайпақ) — упразднённое село в Жаксынском районе Акмолинской области Казахстана. Ликвидировано в 2016 г. Входило в состав Жанакииминского сельского округа. Код КАТО — 115243400.

## Население
В 1999 году население села составляло 210 человек (115 мужчин и 95 женщин). По данным переписи 2009 года, в селе проживало 127 человек (67 мужчин и 60 женщин).